# 小林弘幸
小林 弘幸（こばやし ひろゆき、1960年7月1日 - ）は、日本の医師。順天堂大学医学部教授、日本スポーツ協会公認スポーツドクター。

## 来歴
1960年埼玉県生まれ。埼玉県立浦和高校、順天堂大学医学部、1992年順天堂大学大学院医学研究科終了。

ロンドン大学付属英国王立小児病院外科、トリニティ大学付属医学研究センター、アイルランド国立小児病院外科、順天堂大学小児外科講師、助教授、教授。順天堂大学病院に便秘外来を開設。

## おもな著書
- 小林弘幸『自律神経を整える「あきらめる」健康法』KADOKAWA〈角川oneテーマ21, C-252〉、2013年8月28日。ISBN 978-4041105146。 NCID BB13289583。
- 小林弘幸『ストレスをリセットして、人生を変える。』三笠書房、2013年7月18日。ISBN 978-4837925002。 NCID BB13315005。
- 小林弘幸『医者が考案した「長生きみそ汁」』アスコム、2018年6月30日。ISBN 978-4776209959。 NCID BB26678260。
- 小林弘幸『カラダが変わる! 自律神経セルフケア術』NHK出版〈趣味どきっ! 2018 8月〉、2018年7月25日。ISBN 978-4142287642。 NCID BB26644564。
- 小林弘幸『自律神経を整える「わがまま」健康法』KADOKAWA〈角川親書, K-233〉、2018年10月6日。ISBN 978-4040822488。 NCID BB26970160。
- 小林弘幸『図解眠れなくなるほど面白い自律神経の話』宝島社、2020年2月22日。ISBN 978-4537217766。 NCID BC00174611。
- 小林弘幸『免疫力が10割 : 腸内環境と自律神経を整えれば病気知らず』プレジデント社、2020年11月13日。ISBN 978-4833440295。 NCID BC05060711。
- 小林弘幸『自律神経にいいこと超大全』宝島社、2021年5月27日。ISBN 978-4299016294。 NCID BC07549224。
- 小林弘幸『結局、自律神経がすべて解決してくれる』アスコム、2021年7月17日。ISBN 978-4776211600。 NCID BC10011384。
- 小林弘幸『原因不明の腰痛は自律神経が9割』日本文芸社、2021年9月2日。ISBN 978-4537219241。 NCID BC0944476X。

- 小林弘幸『50歳からの自律神経を整える生き方』宝島社、2022年9月28日。ISBN 978-4594092832。 NCID BC16993360。
- 小林弘幸『小林弘幸の自律神経を整えるネコのまちがいさがし』宝島社、2023年10月25日。ISBN 978-4299048172。
- 小林弘幸、小越久美『天気に負けないカラダ大全』サンマーク出版、2023年9月22日。ISBN 978-4763140623。 NCID BD0391666X。
- 小林弘幸『自律神経の名医が教える集中力スイッチ』アスコム、2023年11月30日。ISBN 978-4776213208。 NCID BD0512862X。
- 小林弘幸『1日1分で自律神経が整う　おとなの音読』SBクリエイティブ、2024年2月2日。ISBN 978-4815625054。 NCID BD05522836。
- 小林弘幸『なんとなくだるい、疲れやすいを解消する! 自律神経について小林弘幸先生に聞いてみた』Gakken、2024年5月23日。ISBN 978-4058022153。
- 小林弘幸『心と体が乱れたときは「おてんとうさま」を仰ぎなさい: 人生が大きく変わる自律神経のルール』草思社、2024年11月12日。ISBN 978-4794227461。 NCID BD09690355。
- 小林弘幸『オトナ女子の不調をなくす自律神経整え方BOOK : ココロとカラダをお手入れする100のコツ』SBクリエイティブ、2025年1月31日。ISBN 978-4815630638。 NCID BD10415085。
- 小林弘幸『毎日の体調がよくなる本 － ちょっとしたことだけど効果的な方法50』興陽館、2025年3月15日。ISBN 978-4877233389。 NCID BD10900047。
- 小林弘幸『1週間で勝手に自律神経が整っていく体になるすごい方法』日本文芸社、2025年3月24日。ISBN 978-4537222784。 NCID BD11057617。
- 小林弘幸『60代からは体の「サビ」を落としなさい』飛鳥新社、2025年7月14日。ISBN 978-4868010951。